# Anastacia/Diskografie
Diese Diskografie ist eine Übersicht über die musikalischen Werke der US-amerikanischen Pop-Sängerin Anastacia. Den Schallplattenauszeichnungen zufolge hat sie bisher mehr als 14,1 Millionen Tonträger verkauft, davon alleine in Deutschland über 3,6 Millionen. Ihre erfolgreichste Veröffentlichung ist das Debütalbum Not That Kind mit über 4,2 Millionen verkauften Einheiten.

## Alben

### Studioalben
| Jahr | Titel Musiklabel                      | Höchstplatzierung, Gesamtwochen, AuszeichnungChartplatzierungen (Jahr, Titel, Musiklabel, Platzierungen, Wochen, Auszeichnungen, Anmerkungen) | Höchstplatzierung, Gesamtwochen, AuszeichnungChartplatzierungen (Jahr, Titel, Musiklabel, Platzierungen, Wochen, Auszeichnungen, Anmerkungen) | Höchstplatzierung, Gesamtwochen, AuszeichnungChartplatzierungen (Jahr, Titel, Musiklabel, Platzierungen, Wochen, Auszeichnungen, Anmerkungen) | Höchstplatzierung, Gesamtwochen, AuszeichnungChartplatzierungen (Jahr, Titel, Musiklabel, Platzierungen, Wochen, Auszeichnungen, Anmerkungen) | Höchstplatzierung, Gesamtwochen, AuszeichnungChartplatzierungen (Jahr, Titel, Musiklabel, Platzierungen, Wochen, Auszeichnungen, Anmerkungen) | Anmerkungen                              |
| Jahr | Titel Musiklabel                      | DE | AT | CH | UK | US | Anmerkungen                              |
| ---- | ------------------------------------- | --- | --- | --- | --- | --- | ---------------------------------------- |
| 2000 | Not That Kind Epic Records (Sony)     | DE2 ×5Fünffachgold · (84 Wo.)DE | AT3 Platin · (81 Wo.)AT | CH1 ×3Dreifachplatin · (89 Wo.)CH | UK2 ×3Dreifachplatin · (93 Wo.)UK | US168 (4 Wo.)US | Erstveröffentlichung: 16. Juni 2000      |
| 2001 | Freak of Nature Epic Records (Sony)   | DE1 ×3Dreifachplatin · (57 Wo.)DE | AT2 Platin · (56 Wo.)AT | CH1 ×5Fünffachplatin · (44 Wo.)CH | UK4 ×3Dreifachplatin · (51 Wo.)UK | US27 (13 Wo.)US | Erstveröffentlichung: 26. November 2001  |
| 2004 | Anastacia Epic Records (Sony)         | DE1 ×4Vierfachplatin · (73 Wo.)DE | AT1 ×2Doppelplatin · (56 Wo.)AT | CH1 ×3Dreifachplatin · (62 Wo.)CH | UK1 ×4Vierfachplatin · (54 Wo.)UK | — | Erstveröffentlichung: 29. März 2004      |
| 2008 | Heavy Rotation Mercury Records (UMG)  | DE13 (10 Wo.)DE | AT6 (8 Wo.)AT | CH3 Gold · (11 Wo.)CH | UK17 (4 Wo.)UK | — | Erstveröffentlichung: 24. Oktober 2008   |
| 2012 | It’s a Man’s World Selbstverlag (BMG) | DE16 (5 Wo.)DE | AT14 (7 Wo.)AT | CH16 (7 Wo.)CH | — | — | Erstveröffentlichung: 9. November 2012   |
| 2014 | Resurrection Selbstverlag (BMG)       | DE5 (12 Wo.)DE | AT11 (5 Wo.)AT | CH5 (13 Wo.)CH | UK9 (3 Wo.)UK | — | Erstveröffentlichung: 5. Mai 2014        |
| 2017 | Evolution Four Eyez Productions (BMG) | DE12 (6 Wo.)DE | AT15 (2 Wo.)AT | CH10 (9 Wo.)CH | — | — | Erstveröffentlichung: 15. September 2017 |
| 2023 | Our Songs Edel (Edel)                 | DE2 (15 Wo.)DE | AT5 (7 Wo.)AT | CH8 (7 Wo.)CH | — | — | Erstveröffentlichung: 22. September 2023 |

### Livealben
| Jahr | Titel Musiklabel                                                   | Anmerkungen                             |
| ---- | ------------------------------------------------------------------ | --------------------------------------- |
| 2016 | A 4 App Four Eyez Productions (BMG)                                | Erstveröffentlichung: 16. Dezember 2016 |
| 2017 | Live at the Eventim Apollo Hammersmith Four Eyez Productions (BMG) | Erstveröffentlichung: 12. Juni 2017     |

### Kompilationen
| Jahr | Titel Musiklabel                          | Höchstplatzierung, Gesamtwochen, AuszeichnungChartplatzierungen (Jahr, Titel, Musiklabel, Platzierungen, Wochen, Auszeichnungen, Anmerkungen) | Höchstplatzierung, Gesamtwochen, AuszeichnungChartplatzierungen (Jahr, Titel, Musiklabel, Platzierungen, Wochen, Auszeichnungen, Anmerkungen) | Höchstplatzierung, Gesamtwochen, AuszeichnungChartplatzierungen (Jahr, Titel, Musiklabel, Platzierungen, Wochen, Auszeichnungen, Anmerkungen) | Höchstplatzierung, Gesamtwochen, AuszeichnungChartplatzierungen (Jahr, Titel, Musiklabel, Platzierungen, Wochen, Auszeichnungen, Anmerkungen) | Höchstplatzierung, Gesamtwochen, AuszeichnungChartplatzierungen (Jahr, Titel, Musiklabel, Platzierungen, Wochen, Auszeichnungen, Anmerkungen) | Anmerkungen                             |
| Jahr | Titel Musiklabel                          | DE | AT | CH | UK | US | Anmerkungen                             |
| ---- | ----------------------------------------- | --- | --- | --- | --- | --- | --------------------------------------- |
| 2005 | Pieces of a Dream Epic Records (Sony BMG) | DE7 Platin · (25 Wo.)DE | AT4 Platin · (25 Wo.)AT | CH3 Platin · (25 Wo.)CH | UK6 Platin · (21 Wo.)UK | — | Erstveröffentlichung: 15. November 2005 |
| 2015 | Ultimate Collection Sony Music (Sony)     | DE65 (1 Wo.)DE | — | CH41 (3 Wo.)CH | UK10 Gold · (9 Wo.)UK | — | Erstveröffentlichung: 6. November 2015  |

## Singles

### Als Leadmusikerin
| Jahr | Titel Album                                                                   | Höchstplatzierung, Gesamtwochen, AuszeichnungChartplatzierungen (Jahr, Titel, Album, Platzierungen, Wochen, Auszeichnungen, Anmerkungen) | Höchstplatzierung, Gesamtwochen, AuszeichnungChartplatzierungen (Jahr, Titel, Album, Platzierungen, Wochen, Auszeichnungen, Anmerkungen) | Höchstplatzierung, Gesamtwochen, AuszeichnungChartplatzierungen (Jahr, Titel, Album, Platzierungen, Wochen, Auszeichnungen, Anmerkungen) | Höchstplatzierung, Gesamtwochen, AuszeichnungChartplatzierungen (Jahr, Titel, Album, Platzierungen, Wochen, Auszeichnungen, Anmerkungen) | Höchstplatzierung, Gesamtwochen, AuszeichnungChartplatzierungen (Jahr, Titel, Album, Platzierungen, Wochen, Auszeichnungen, Anmerkungen) | Anmerkungen                                                      |
| Jahr | Titel Album                                                                   | DE | AT | CH | UK | US | Anmerkungen                                                      |
| ---- | ----------------------------------------------------------------------------- | --- | --- | --- | --- | --- | ---------------------------------------------------------------- |
| 2000 | I’m Outta Love Not That Kind                                                  | DE6 Gold · (23 Wo.)DE | AT3 Gold · (17 Wo.)AT | CH2 Gold · (47 Wo.)CH | UK6 Platin · (17 Wo.)UK | US92 (3 Wo.)US | Erstveröffentlichung: 29. Februar 2000                           |
| 2000 | Not That Kind                                                                 | DE56 (9 Wo.)DE | AT68 (3 Wo.)AT | CH18 (22 Wo.)CH | UK11 (9 Wo.)UK | — | Erstveröffentlichung: 16. Oktober 2000                           |
| 2001 | Cowboys & Kisses Not That Kind                                                | DE83 (7 Wo.)DE | — | CH33 (18 Wo.)CH | UK28 (7 Wo.)UK | — | Erstveröffentlichung: 26. Februar 2001                           |
| 2001 | Made for Lovin’ You Not That Kind                                             | — | — | — | UK27 (10 Wo.)UK | — | Erstveröffentlichung: 13. August 2001                            |
| 2001 | Paid My Dues Freak of Nature                                                  | DE3 Gold · (20 Wo.)DE | AT3 Gold · (26 Wo.)AT | CH1 Gold · (28 Wo.)CH | UK14 (10 Wo.)UK | — | Erstveröffentlichung: 6. November 2001                           |
| 2002 | One Day in Your Life Freak of Nature                                          | DE9 (11 Wo.)DE | AT9 (15 Wo.)AT | CH5 (20 Wo.)CH | UK11 (9 Wo.)UK | — | Erstveröffentlichung: 4. März 2002                               |
| 2002 | Boom Freak of Nature                                                          | DE35 (9 Wo.)DE | AT37 (12 Wo.)AT | CH10 (13 Wo.)CH | — | — | Erstveröffentlichung: 3. Juni 2002                               |
| 2002 | Why’d You Lie to Me Freak of Nature                                           | DE55 (5 Wo.)DE | AT37 (11 Wo.)AT | CH37 (12 Wo.)CH | UK25 (5 Wo.)UK | — | Erstveröffentlichung: 9. September 2002                          |
| 2002 | You’ll Never be Alone Freak of Nature                                         | DE56 (9 Wo.)DE | AT42 (11 Wo.)AT | CH39 (16 Wo.)CH | UK31 (3 Wo.)UK | — | Erstveröffentlichung: 18. November 2002                          |
| 2004 | Left Outside Alone Anastacia                                                  | DE2 Gold · (17 Wo.)DE | AT1 Gold · (23 Wo.)AT | CH1 Gold · (32 Wo.)CH | UK3 Platin · (20 Wo.)UK | — | Erstveröffentlichung: 15. März 2004                              |
| 2004 | Sick & Tired Anastacia                                                        | DE2 Gold · (19 Wo.)DE | AT2 (21 Wo.)AT | CH2 (26 Wo.)CH | UK4 Silber · (11 Wo.)UK | — | Erstveröffentlichung: 17. Juli 2004                              |
| 2004 | Welcome to My Truth Anastacia                                                 | DE30 (9 Wo.)DE | AT41 (10 Wo.)AT | CH35 (10 Wo.)CH | UK25 (5 Wo.)UK | — | Erstveröffentlichung: 8. November 2004                           |
| 2005 | Heavy on My Heart Anastacia                                                   | DE29 (9 Wo.)DE | AT29 (12 Wo.)AT | CH35 (13 Wo.)CH | UK21 (3 Wo.)UK | — | Erstveröffentlichung: 7. März 2005                               |
| 2005 | Pieces of a Dream                                                             | DE20 (9 Wo.)DE | AT29 (9 Wo.)AT | CH18 (14 Wo.)CH | UK48 (2 Wo.)UK | — | Erstveröffentlichung: 11. November 2005                          |
| 2006 | I Belong to You (Il ritmo della passione) Pieces of a Dream / Calma apparente | DE1 Gold · (23 Wo.)DE | AT2 Gold · (32 Wo.)AT | CH1 Gold · (58 Wo.)CH | — | — | Erstveröffentlichung: 19. Januar 2006 mit Eros Ramazzotti        |
| 2008 | I Can Feel You Heavy Rotation                                                 | DE25 (7 Wo.)DE | AT20 (8 Wo.)AT | CH27 (7 Wo.)CH | UK67 (1 Wo.)UK | — | Erstveröffentlichung: 10. Oktober 2008                           |
| 2009 | Absolutely Positively Heavy Rotation                                          | — | — | — | — | — | Erstveröffentlichung: 28. Februar 2009                           |
| 2012 | Dream On It’s a Man’s World                                                   | — | — | — | — | — | Erstveröffentlichung: 26. Oktober 2012                           |
| 2012 | Best of You It’s a Man’s World                                                | — | — | — | — | — | Erstveröffentlichung: 9. November 2012 Original: Foo Fighters    |
| 2014 | Stupid Little Things Resurrection                                             | DE38 (9 Wo.)DE | AT45 (1 Wo.)AT | CH23 (9 Wo.)CH | — | — | Erstveröffentlichung: 4. April 2014                              |
| 2014 | Staring at the Sun Resurrection                                               | — | — | — | — | — | Erstveröffentlichung: 1. September 2014                          |
| 2014 | Lifeline Resurrection                                                         | — | — | — | — | — | Erstveröffentlichung: 5. September 2014                          |
| 2015 | Take This Chance Ultimate Collection                                          | — | — | — | — | — | Erstveröffentlichung: 29. September 2015                         |
| 2015 | Army of Me Ultimate Collection                                                | — | — | — | — | — | Erstveröffentlichung: 26. Oktober 2015                           |
| 2017 | Caught in the Middle Evolution                                                | — | — | — | — | — | Erstveröffentlichung: 28. Juli 2017                              |
| 2022 | American Night –                                                              | — | — | — | — | — | Erstveröffentlichung: 7. Februar 2022                            |
| 2023 | Best Days Our Songs                                                           | — | — | — | — | — | Erstveröffentlichung: 28. April 2023 Original: Die Toten Hosen   |
| 2023 | Supergirl Our Songs                                                           | — | — | — | — | — | Erstveröffentlichung: 14. Juli 2023 Original: Reamonn            |
| 2023 | Now or Never Our Songs                                                        | — | — | — | — | — | Erstveröffentlichung: 25. August 2023 Original: Johannes Oerding |

### Als Gastmusikerin
| Jahr | Titel Album                                         | Höchstplatzierung, Gesamtwochen, AuszeichnungChartplatzierungen (Jahr, Titel, Album, Platzierungen, Wochen, Auszeichnungen, Anmerkungen) | Höchstplatzierung, Gesamtwochen, AuszeichnungChartplatzierungen (Jahr, Titel, Album, Platzierungen, Wochen, Auszeichnungen, Anmerkungen) | Höchstplatzierung, Gesamtwochen, AuszeichnungChartplatzierungen (Jahr, Titel, Album, Platzierungen, Wochen, Auszeichnungen, Anmerkungen) | Höchstplatzierung, Gesamtwochen, AuszeichnungChartplatzierungen (Jahr, Titel, Album, Platzierungen, Wochen, Auszeichnungen, Anmerkungen) | Höchstplatzierung, Gesamtwochen, AuszeichnungChartplatzierungen (Jahr, Titel, Album, Platzierungen, Wochen, Auszeichnungen, Anmerkungen) | Anmerkungen                                                           |
| Jahr | Titel Album                                         | DE | AT | CH | UK | US | Anmerkungen                                                           |
| ---- | --------------------------------------------------- | --- | --- | --- | --- | --- | --------------------------------------------------------------------- |
| 2005 | Everything Burns Fantastic Four • Pieces of a Dream | DE11 (17 Wo.)DE | AT6 (21 Wo.)AT | CH3 (24 Wo.)CH | UK95 (1 Wo.)UK | — | Erstveröffentlichung: 4. Juli 2005 Ben Moody feat. Anastacia          |
| 2008 | Sing –                                              | — | — | — | — | — | Erstveröffentlichung: 17. März 2008 Backgroundgesang bei Annie Lennox |
| 2010 | Stalemate –                                         | — | — | — | — | — | Erstveröffentlichung: 28. Juni 2010 Ben’s Brother feat. Anastacia     |
| 2010 | Burning Star –                                      | — | — | — | — | — | Erstveröffentlichung: 17. September 2010 Natalia meets Anastacia      |
| 2012 | If I Was Your Boyfriend –                           | — | — | — | — | — | Erstveröffentlichung: 12. Juni 2012 Tony Moran feat. Anastacia        |

## Videoalben und Musikvideos

### Videoalben
| Jahr | Titel                | Höchstplatzierung, Gesamtwochen, AuszeichnungChartplatzierungen (Jahr, Titel, Platzierungen, Wochen, Auszeichnungen, Anmerkungen) | Höchstplatzierung, Gesamtwochen, AuszeichnungChartplatzierungen (Jahr, Titel, Platzierungen, Wochen, Auszeichnungen, Anmerkungen) | Höchstplatzierung, Gesamtwochen, AuszeichnungChartplatzierungen (Jahr, Titel, Platzierungen, Wochen, Auszeichnungen, Anmerkungen) | Höchstplatzierung, Gesamtwochen, AuszeichnungChartplatzierungen (Jahr, Titel, Platzierungen, Wochen, Auszeichnungen, Anmerkungen) | Höchstplatzierung, Gesamtwochen, AuszeichnungChartplatzierungen (Jahr, Titel, Platzierungen, Wochen, Auszeichnungen, Anmerkungen) | Anmerkungen                              |
| Jahr | Titel                | DE | AT | CH | UK | US | Anmerkungen                              |
| ---- | -------------------- | --- | --- | --- | --- | --- | ---------------------------------------- |
| 2002 | The Video Collection | DE— GoldDE | AT— GoldAT | — | UK18 Gold · (11 Wo.)UK | — | Erstveröffentlichung: 2002 Biografie     |
| 2006 | Live at Last         | — | — | — | UK4 (13 Wo.)UK | — | Erstveröffentlichung: 2002 Dokumentation |

### Musikvideos
| Jahr | Titel                                     | Regie                             |
| ---- | ----------------------------------------- | --------------------------------- |
| 1999 | I’m Outta Love                            | Nigel Dick                        |
| 1999 | Not That Kind                             | Marc Webb                         |
| 2001 | Cowboys & Kisses                          | Nigel Dick                        |
| 2001 | Made for Lovin’ You                       | Simon Hilton                      |
| 2001 | Paid My Dues                              | Liz Friedlander                   |
| 2002 | One Day in Your Life                      | Dave Meyers                       |
| 2002 | Boom                                      | Marcos Siega                      |
| 2002 | Why’d You Lie to Me                       | Mike Lipscombe                    |
| 2002 | You’ll Never Be Alone                     | Mike Lipscombe                    |
| 2003 | Love Is a Crime                           | Matthew Rolston                   |
| 2004 | Left Outside Alone                        | Bryan Barber                      |
| 2004 | Sick & Tired                              | Phillip Stölzl                    |
| 2004 | Welcome to My Truth                       | Diane Martel                      |
| 2005 | Heavy on My Heart                         | Phillip Stölzl                    |
| 2005 | Left Outside Alone (US-Version)           | David Lippman und Charles Mehling |
| 2005 | Everything Burns                          | Antti Jokinen                     |
| 2005 | Pieces of a Dream                         | David Lippman                     |
| 2006 | I Belong to You (Il ritmo della passione) | Don Allan                         |
| 2008 | I Can Feel You                            | Chris Applebaum                   |
| 2008 | Absolutely Positively                     | Nigel Dick                        |
| 2012 | What Can We Do (A Deeper Love)            | Peter Svenson                     |
| 2012 | Best of You                               | Marcus Sternberg                  |
| 2014 | Stupid Little Things                      | Marcus Sternberg                  |
| 2017 | Caught in the Middle                      |                                   |
| 2023 | Best Days                                 | Marcel Brell                      |
| 2023 | Now Or Never                              |                                   |
| 2023 | Just You                                  | Marcel Brell                      |

## Promoveröffentlichungen
| Jahr | Titel Album                             | Anmerkungen                                          |
| ---- | --------------------------------------- | ---------------------------------------------------- |
| 2000 | Saturday Night’s Alright for Fighting – | Erstveröffentlichung: 2000 Elton John & Anastacia    |
| 2001 | What More Can I Give –                  | Erstveröffentlichung: 2001 Michael Jackson & Friends |
| 2003 | Love Is a Crime Chicago O.S.T.          | Erstveröffentlichung: 2003                           |
| 2009 | Defeated Heavy Rotation                 | Erstveröffentlichung: 2009                           |

## Statistik

### Chartauswertung
|                     | DE     | AT    | CH     | UK    | US    |
| ------------------- | ------ | ----- | ------ | ----- | ----- |
| Nummer-eins-Alben   | DE2DE  | AT1AT | CH3CH  | UK1UK | US—US |
| Top-10-Alben        | DE6DE  | AT6AT | CH8CH  | UK6UK | US—US |
| Alben in den Charts | DE10DE | AT9AT | CH10CH | UK7UK | US2US |

|                       | DE     | AT     | CH     | UK     | US    |
| --------------------- | ------ | ------ | ------ | ------ | ----- |
| Nummer-eins-Singles   | DE1DE  | AT1AT  | CH3CH  | UK—UK  | US—US |
| Top-10-Singles        | DE6DE  | AT7AT  | CH8CH  | UK3UK  | US—US |
| Singles in den Charts | DE17DE | AT16AT | CH17CH | UK15UK | US1US |

|                          | DE    | AT    | CH    | UK    | US    |
| ------------------------ | ----- | ----- | ----- | ----- | ----- |
| Nummer-eins-Videoalben   | DE—DE | AT—AT | CH—CH | UK—UK | US—US |
| Top-10-Videoalben        | DE—DE | AT—AT | CH—CH | UK1UK | US—US |
| Videoalben in den Charts | DE—DE | AT—AT | CH—CH | UK2UK | US—US |

### Auszeichnungen für Musikverkäufe
| Land/RegionAuszeichnungen für Musikverkäufe (Land/Region, Auszeichnungen, Verkäufe, Quellen) | Silber     | Gold       | Platin         | Verkäufe     | Quellen                                                     |
| -------------------------------------------------------------------------------------------- | ---------- | ---------- | -------------- | ------------ | ----------------------------------------------------------- |
| Australien (ARIA)                                                                            | —          | 3× Gold3   | 10× Platin10   | 805.000      | aria.com.au                                                 |
| Belgien (BRMA)                                                                               | —          | 5× Gold5   | 3× Platin3     | 275.000      | ultratop.be                                                 |
| Dänemark (IFPI)                                                                              | —          | 3× Gold3   | 4× Platin4     | 265.000      | ifpi.dk                                                     |
| Deutschland (BVMI)                                                                           | —          | 7× Gold7   | 10× Platin10   | 3.625.000    | musikindustrie.de                                           |
| Europa (IFPI)                                                                                | —          | —          | 10× Platin10   | (10.000.000) | ifpi.org (Memento vom 15. Oktober 2013 im Internet Archive) |
| Finnland (IFPI)                                                                              | —          | 2× Gold2   | 2× Platin2     | 115.400      | ifpi.fi                                                     |
| Frankreich (SNEP)                                                                            | 2× Silber2 | 3× Gold3   | 3× Platin3     | 1.650.000    | infodisc.fr                                                 |
| Griechenland (IFPI)                                                                          | —          | Gold1      | Platin1        | 30.000       | Einzelnachweise                                             |
| Irland (IRMA)                                                                                | —          | —          | 3× Platin3     | 45.000       | irishcharts.ie                                              |
| Italien (FIMI)                                                                               | —          | 3× Gold3   | 5× Platin5     | 555.000      | fimi.it                                                     |
| Neuseeland (RMNZ)                                                                            | —          | 2× Gold2   | 6× Platin6     | 92.500       | aotearoamusiccharts.co.nz                                   |
| Niederlande (NVPI)                                                                           | —          | 2× Gold2   | 6× Platin6     | 560.000      | nvpi.nl                                                     |
| Norwegen (IFPI)                                                                              | —          | 3× Gold3   | 4× Platin4     | 190.000      | ifpi.no                                                     |
| Österreich (IFPI)                                                                            | —          | 5× Gold5   | 5× Platin5     | 260.000      | ifpi.at                                                     |
| Polen (ZPAV)                                                                                 | —          | Gold1      | —              | 35.000       | olis.pl                                                     |
| Portugal (AFP)                                                                               | —          | 3× Gold3   | —              | 34.000       | Einzelnachweise                                             |
| Russland (NFPF)                                                                              | —          | Gold1      | Platin1        | 30.000       | 2m-online.ru                                                |
| Schweden (IFPI)                                                                              | —          | 3× Gold3   | 3× Platin3     | 255.000      | sverigetopplistan.se                                        |
| Schweiz (IFPI)                                                                               | —          | 5× Gold5   | 12× Platin12   | 605.000      | hitparade.ch                                                |
| Spanien (Promusicae)                                                                         | —          | 3× Gold3   | 3× Platin3     | 420.000      | elportaldemusica.es                                         |
| Ungarn (MAHASZ)                                                                              | —          | 2× Gold2   | —              | 20.000       | slagerlistak.hu                                             |
| Vereinigtes Königreich (BPI)                                                                 | Silber1    | 2× Gold2   | 13× Platin13   | 4.525.000    | bpi.co.uk                                                   |
| Insgesamt                                                                                    | 3× Silber3 | 59× Gold59 | 104× Platin104 |              |                                                             |